# Lisberg
Lisberg är en kommun och ort i Landkreis Bamberg i Regierungsbezirk Oberfranken i förbundslandet Bayern i Tyskland.
Kommunen ingår i kommunalförbundet Lisberg tillsammans med kommunen Priesendorf.